# 朴璐美・宮野真守のJOY SOUNDファイト!
朴璐美・宮野真守のJOY SOUNDファイト!（ぱくろみ・みやのまもるのジョイサウンドファイト!）は、文化放送で放送されていたラジオ番組。2006年10月8日から2010年4月4日まで「朴璐美・宮野真守のポケ声ファイト!」として放送。2010年4月11日より改題・リニューアル、2011年10月2日をもって終了。

## 番組概要
番組名にもなっている「ファイト」はパーソナリティー同士の対決を意味する「ファイト!」と応援を意味する「ファイト!」からきている。JOYSOUNDの番組公式サイトと連動していて、番組内で生まれたフレーズなどをダウンロードすることができる。

## 放送時間
文化放送
2007年4月 -　2011年10月
毎週日曜日 22:30 - 23:00
2006年10月 - 2007年3月
毎週日曜日 25:00 - 25:30　

## 出演者
- 朴璐美 ：愛称：パクネェ、ロミロミ、ロミネエ。
- 宮野真守 ：愛称：マモ、マモマモ。

## ゲスト
- 関智一…2007年6月17日、2007年6月24日出演
- 古谷徹…2008年2月24日出演
- 入野自由…2008年6月8日、2009年8月23日出演
- 松風雅也…2008年8月3日出演
- 谷山紀章…2008年9月28日出演
- 杉田智和…2008年11月16日出演
- 阪口大助…2009年1月4日出演
- 吉野裕行…2009年3月29日出演
- 岡本信彦…2009年4月26日出演
- 石田彰…2009年6月21日出演
- 小山力也…2009年10月18日出演
- 中村悠一…2009年11月29日出演
- 三木眞一郎…2009年12月20日、2010年12月26日出演
- 内山昂輝…2010年03月14日出演
- 櫻井孝宏…2010年8月15日出演
- 下野紘…2010年10月10日出演
- 入野自由…2010年10月24日、2010年10月31日出演（朴ろ美の代役として）
- 井上和彦…2010年11月28日出演
- 田中真弓…2011年6月12日出演（宮野の誕生日企画として）

## コーナー
ポケ声ファイト!
- ポケおた
- 熱闘!ポケ声ファイト
- ポケ声に出して聞きたい日本語
- ハンパ鉄道の夜（終了）
  - トータルテンボスのネタとは全く関係がない。
- 即決戦士!ニビョウマン
- 前略　ポケ声様

JOYSOUNDファイト!
- JOYおた
- JOYSOUNDにして聞きたい日本語
- 即決戦士!ニビョウマンセブン

## エピソード
- 基本的に朴は宮野を嫌っているキャラ設定（あくまでもラジオ内だけであり、プライベートで何度かカラオケに行っている事を明かしている）。リスナーから「仲がいいですね」とメールが来ると朴ははっきり否定する。また「宮野さんがかわいそう」というメールが来るたびに朴は宮野の悪口を次から次へと本人に浴びせる。そのため何故か最後はいつも宮野が悪者という結末になる。
- 朴と宮野は干支でいえば一回り違う。だが、朴が早生まれなために、朴璐美本人が「ぎりぎり一回りじゃない」と否定している。
- 番組内のスポンサーがJOYSOUNDということもあり、番組内でカラオケ大会がまれに行われる。普段やる気のなさそうな朴はカラオケになると超ご機嫌になりハイテンションになる。第一回の二人のギクシャクが取れた最後の切り札はカラオケマシンだった。ちなみに朴と宮野の二人は、JOYSOUNDの家庭用カラオケ「カラオケJOYSOUND Wii」にて、宮野がサン役、朴がミミ役で共演している。
- 朴、宮野は番組オープニング曲「fight!」をデュエットで歌っている。その際朴は宮野の歌唱力を高く評価しており「ホントうまいよねぇ。声優なんか辞めてしまって歌手になっちゃえばいいのに」と冗談を言ったことも。朴いわく宮野は「ケンちゃんボイスらしい（平井堅の歌い方に似ているため）」
- 「ポケ声に出して読みたい日本語」のコーナーで特に女性リスナーから好かれそうなポケ声が出ると、朴の口から「異性意識」という言葉がよく出てくる（宮野の舞台ユニット「SMILY☆SPIKY」の写真集の宣伝中何故か写真集に異性意識というニックネームが付いた。）。
- 「ポケ声に出して読みたい日本語」のコーナーでリスナーの投稿で朴が「ロミロミを、ギュッてして」と、読み上げた後に「いいんすか? 朴さん?」と言って、おふざけで抱きつこうとしたところ、朴の猛烈な抵抗に遭って、最終的にビンタを食らったことがあった。
- 「ハンパ鉄道の夜」のコーナーで朴は恋愛モノによく口出しをする（大抵は男に対する怒り）。また感動する話ではよく号泣する。
- 「即決戦士!ニビョウマン」のコーナーではニビョウマンの登場の時にニビョウマンの替え歌を披露する。ある時期から歌の内容がテレビCMの音楽に限られてきている。またリスナーから「2秒で参上、2秒で解決なら、四秒マンじゃないんですか?」というメールが来たこともあった。
- 関智一がゲストの際『第一回ポケ声アワード』という企画で、宮野と関どちらが朴にふさわしい相方かを決める企画があった。その判定基準は朴がどちらに腹が立ったかというもの。勝者は宮野で『第一回ポケ声アワード、ベスト朴ソナリティー賞』を受賞している。なお敗者の『関智一ベスト朴ソナリティー賞´（ダッシュ）』を受賞したが本人の希望で辞退した。
- 古谷徹がゲスト出演の際、「ニビョウマン父」としてニビョウマンのコーナーに参戦した。またポケ声に出して聴きたい日本語のコーナーでは往年の名ゼリフっぽいポケ声を披露した。
- 2010年10月24日と31日の放送では、朴璐美が舞台「33の変奏曲」に出演する為、本番組に出られないということで、その代わりとして入野自由がゲストパーソナリティー(本番組曰わく生贄)として出演し、2回限りの「宮野真守・入野自由のJOYSOUNDファイト!」が実現した。